# Pepsi-Cola Grand Prix 1971
Il Pepsi Cola Grand Prix 1971 fu una serie di tornei maschili di tennis, che includeva tre tornei del Grande Slam e i tornei del Grand Prix. Fu la seconda edizione del Gran Prix gestita dall'International Lawn Tennis Federation (ITLF). In aggiunta al montepremi dei tornei c'era un bonus di 60 000 £ (150 000 $) da dividersi tra i primi 20 giocatori della classifica stilata dopo la fine del Grand Prix. Per ottenere il bonus il giocatore doveva aver disputato un minimo di 9 tornei. Il circuito includeva il Masters giocato a Parigi con i primi 7 della classifica finale del Grand Prix. Stan Smith arrivò primo in classifica con 187 punti e 4 tornei vinti. Il Grand Prix iniziò il 1º aprile 1971 con l'ATP Nizza e si concluse il 12 dicembre con le ultime partite del Masters.

## Calendario
Legenda
| Group A                                    |
| Group B                                    |
| Group C                                    |
| Group D                                    |
| Torneo indipendente riconosciuto dall'ILTF |
| Grand Prix Masters                         |
| Eventi a squadre                           |

### Gennaio
| Settimana  | Torneo                                                                        | Vincitore                                        | Finalista                              | Semifinalisti                          | Eliminati ai quarti                                             |
| ---------- | ----------------------------------------------------------------------------- | ------------------------------------------------ | -------------------------------------- | -------------------------------------- | --------------------------------------------------------------- |
| 4 gennaio  | Tasmanian Open 1971 Hobart, Australia 2 500 $ - Erba Singolare - Doppio       | Aleksandre Met'reveli 7-6 6-3 4-6 6-3            | John Alexander                         | Phil Dent Colin Dibley                 | Bob Giltinan Jean-Baptiste Chanfreau Ian Fletcher Peter Doerner |
| 4 gennaio  | Tasmanian Open 1971 Hobart, Australia 2 500 $ - Erba Singolare - Doppio       | Phil Dent John Alexander 6-3 6-2 7-6             | Milan Holeček Vladimír Zedník          | Phil Dent Colin Dibley                 | Bob Giltinan Jean-Baptiste Chanfreau Ian Fletcher Peter Doerner |
| 11 gennaio | New South Wales Open 1971 Sydney, Australia 1 850 $ - Erba Singolare - Doppio | Phil Dent 6-3, 6-4, 6-4                          | John Alexander                         | Malcolm Anderson Aleksandre Met'reveli | Vladimír Zedník Bob Giltinan Ross Case Ian Fletcher             |
| 11 gennaio | New South Wales Open 1971 Sydney, Australia 1 850 $ - Erba Singolare - Doppio | Phil Dent John Alexander 6-7, 2-6, 6-3, 7-6, 7-6 | Malcolm Anderson Aleksandre Met'reveli | Malcolm Anderson Aleksandre Met'reveli | Vladimír Zedník Bob Giltinan Ross Case Ian Fletcher             |

### Febbraio
| Settimana   | Torneo | Vincitore                                 | Finalista                   | Semifinalisti                | Eliminati ai quarti                                  |
| ----------- | --- | ----------------------------------------- | --------------------------- | ---------------------------- | ---------------------------------------------------- |
| 2 febbraio  | Richmond Open 1971 Richmond, USA 20 000 $ - Sintetico indoor Singolare - Doppio                             | Ilie Năstase 3–6, 6–2, 6–4                | Arthur Ashe                 | Clark Graebner John Newcombe | Ken Rosewall Dennis Ralston Andrés Gimeno Tom Gorman |
| 2 febbraio  | Richmond Open 1971 Richmond, USA 20 000 $ - Sintetico indoor Singolare - Doppio                             | Arthur Ashe Dennis Ralston 7-6 3-6 7-6    | John Newcombe Ken Rosewall  | Clark Graebner John Newcombe | Ken Rosewall Dennis Ralston Andrés Gimeno Tom Gorman |
| 8 febbraio  | Clean Air Classic 1971 New York, Stati Uniti 30 000 $ - Indoor Singolare - Doppio                           | Željko Franulović 6-2, 5-7, 6-4, 7-5      | Clark Graebner              | Thomaz Koch Ilie Năstase     | Cliff Richey Jim Osborne Haroon Rahim Tom Gorman     |
| 8 febbraio  | Clean Air Classic 1971 New York, Stati Uniti 30 000 $ - Indoor Singolare - Doppio                           | Manuel Orantes Juan Gisbert 7-6, 6-2      | Jimmy Connors Haroon Rahim  | Thomaz Koch Ilie Năstase     | Cliff Richey Jim Osborne Haroon Rahim Tom Gorman     |
| 15 febbraio | U.S. Indoor National Championships 1971 Salisbury, Stati Uniti 50 000 $ - Cemento indoor Singolare - Doppio | Clark Graebner 2-6, 7-6, 1-6, 7-6, 6-0    | Cliff Richey                | Vladimír Zedník Ilie Năstase | Thomaz Koch Peter Curtis Jaime Fillol Tom Gorman     |
| 15 febbraio | U.S. Indoor National Championships 1971 Salisbury, Stati Uniti 50 000 $ - Cemento indoor Singolare - Doppio | Manuel Orantes Juan Gisbert 6-3, 4-6, 7-6 | Clark Graebner Thomaz Koch  | Vladimír Zedník Ilie Năstase | Thomaz Koch Peter Curtis Jaime Fillol Tom Gorman     |
| 21 febbraio | Macon Open 1971 Macon, Stati Uniti 25 000 $ - Sintetico indoor Singolare - Doppio                           | Željko Franulović 6-4, 7-5, 5-7, 3-6, 7-6 | Ilie Năstase                | Clark Graebner Jaime Fillol  | Thomaz Koch Jose Mandarino Tom Gorman Tom Edlefsen   |
| 21 febbraio | Macon Open 1971 Macon, Stati Uniti 25 000 $ - Sintetico indoor Singolare - Doppio                           | Thomaz Koch Clark Graebner 6-3, 7-6       | Željko Franulović Jan Kodeš | Clark Graebner Jaime Fillol  | Thomaz Koch Jose Mandarino Tom Gorman Tom Edlefsen   |
| 21 febbraio | Rothmans International London 1971 Londra, Gran Bretagna 30 000 $ - Sintetico indoor Singolare              | Rod Laver 6-4, 6-0, 6-2                   | Nikola Pilić                | Tony Roche Marty Riessen     | John Newcombe Roger Taylor Roy Emerson Bob Hewitt    |

### Marzo
| Settimana | Torneo                                                                                    | Vincitore                                            | Finalista                        | Semifinalisti                    | Eliminati ai quarti                                      |
| --------- | ----------------------------------------------------------------------------------------- | ---------------------------------------------------- | -------------------------------- | -------------------------------- | -------------------------------------------------------- |
| 1º marzo  | Heineken Open 1971 Auckland, Australia 10 000 $ - Erba Singolare - Doppio                 | Bob Carmichael 7-6, 7-6, 6-3                         | Allan Stone                      | Brian Fairlie Phil Dent          | John Cooper Bill Bowrey Raymond Moore Bob Giltinan       |
| 1º marzo  | Heineken Open 1971 Auckland, Australia 10 000 $ - Erba Singolare - Doppio                 | Ray Ruffels Bob Carmichael 6-3, 6-7, 6-4, 4-6, 6-3   | Brian Fairlie Raymond Moore      | Brian Fairlie Phil Dent          | John Cooper Bill Bowrey Raymond Moore Bob Giltinan       |
| 1º marzo  | Hampton Open 1971 Hampton, Stati Uniti 35 000 $ - Cemento indoor Singolare - Doppio       | Ilie Năstase 6-4, 7-5, 5-7, 3-6, 7-6                 | Clark Graebner                   | Željko Franulović Ion Țiriac     | Frank Froehling Jan Kodeš Jaime Fillol Thomaz Koch       |
| 1º marzo  | Hampton Open 1971 Hampton, Stati Uniti 35 000 $ - Cemento indoor Singolare - Doppio       | Ion Țiriac Ilie Năstase 6-4, 4-6, 7-5                | Clark Graebner Thomaz Koch       | Željko Franulović Ion Țiriac     | Frank Froehling Jan Kodeš Jaime Fillol Thomaz Koch       |
| 15 marzo  | Caracas Open 1971 Caracas, Venezuela 15 000 $ - Terra rossa Singolare - Doppio            | Thomaz Koch 6-4, 7-5, 5-7, 3-6, 7-6                  | Manuel Orantes                   | Gerald Battrick Edison Mandarino | Milan Holeček Ron Holmberg Frank Froehling Tom Gorman    |
| 15 marzo  | Caracas Open 1971 Caracas, Venezuela 15 000 $ - Terra rossa Singolare - Doppio            | Edison Mandarino Thomaz Koch 6-4, 3-6, 6-7, 6-4, 7-6 | Gerald Battrick Peter Curtis     | Gerald Battrick Edison Mandarino | Milan Holeček Ron Holmberg Frank Froehling Tom Gorman    |
| 29 marzo  | ATP Nizza 1971 Nizza, Francia 12 500 $ - Terra rossa – S64/D32 Group D Singolare - Doppio | Ilie Năstase 10-8 11-9 6-1                           | Jan Kodeš                        | Manuel Orantes František Pála    | François Jauffvret Peter Szoke Ion Țiriac Pierre Barthes |
| 29 marzo  | ATP Nizza 1971 Nizza, Francia 12 500 $ - Terra rossa – S64/D32 Group D Singolare - Doppio | Ilie Năstase Ion Țiriac 6-3 6-3                      | Pierre Barthes François Jauffret | Manuel Orantes František Pála    | François Jauffvret Peter Szoke Ion Țiriac Pierre Barthes |

### Aprile
| Settimana | Torneo | Vincitore                                      | Finalista                        | Semifinalisti                   | Eliminati ai quarti                                                 |
| --------- | --- | ---------------------------------------------- | -------------------------------- | ------------------------------- | ------------------------------------------------------------------- |
| 5 aprile  | Monte Carlo Open 1971 Monte Carlo, Monaco 20 000 $ - Terra rossa – S32/D16 Group C Singolare - Doppio                  | Ilie Năstase 3–6, 8–6, 6–1, 6–1                | Tom Okker                        | Roger Taylor Ion Țiriac         | Dick Crealy Pierre Barthes Boro Jovanović Patrick Proisy            |
| 5 aprile  | Monte Carlo Open 1971 Monte Carlo, Monaco 20 000 $ - Terra rossa – S32/D16 Group C Singolare - Doppio                  | Ilie Năstase Ion Țiriac 1-6, 6-3, 6-3, 8-6     | Tom Okker Roger Taylor           | Roger Taylor Ion Țiriac         | Dick Crealy Pierre Barthes Boro Jovanović Patrick Proisy            |
| 12 aprile | Carolinas International Tennis 1971 Charlotte, Stati Uniti 25 000 $ - Terra rossa – S32/D16 Group C Singolare - Doppio | Arthur Ashe 6-3 6-3                            | Stan Smith                       | Tony Roche Cliff Richey         | Charlie Pasarell Željko Franulović Marty Riessen Mark Cox           |
| 12 aprile | Carolinas International Tennis 1971 Charlotte, Stati Uniti 25 000 $ - Terra rossa – S32/D16 Group C Singolare - Doppio | Marty Riessen Tony Roche 6–2, 6–2              | Arthur Ashe Dennis Ralston       | Tony Roche Cliff Richey         | Charlie Pasarell Željko Franulović Marty Riessen Mark Cox           |
| 12 aprile | Campionati Internazionali di Sicilia 1971 Palermo, Italia 12 500 $ - Terra rossa – S64/D16 Group C Singolare - Doppio  | Roger Taylor 6-3 4-6 7-6 6-2                   | Pierre Barthes                   | Ion Țiriac Barry Phillips-Moore | Adriano Panatta François Jauffret Georges Goven Ilie Năstase        |
| 12 aprile | Campionati Internazionali di Sicilia 1971 Palermo, Italia 12 500 $ - Terra rossa – S64/D16 Group C Singolare - Doppio  | Pierre Barthes Georges Goven 6-2, 6-3          | Ilie Năstase Ion Țiriac          | Ion Țiriac Barry Phillips-Moore | Adriano Panatta François Jauffret Georges Goven Ilie Năstase        |
| 19 aprile | Houston Open 1971 Houston, Stati Uniti 24 000 $ - Terra rossa – S32/D32 Group C Singolare - Doppio                     | Cliff Richey 6-1 6-2 6-2                       | Clark Graebner                   | Michael Belkin Bob Carmichael   | Frank Froehling Dick Crealy Tom Gorman Harold Solomon               |
| 19 aprile | Houston Open 1971 Houston, Stati Uniti 24 000 $ - Terra rossa – S32/D32 Group C Singolare - Doppio                     | Milan Holeček Onny Parun 1-6 7-6 6-4           | Tom Edlefsen Frank Froehling     | Michael Belkin Bob Carmichael   | Frank Froehling Dick Crealy Tom Gorman Harold Solomon               |
| 19 aprile | Catania Open 1971 Catania, Italia 20 000 $ - Terra rossa – S64/D16 Group C Singolare - Doppio                          | Jan Kodeš 6-3 6-0 6-2                          | Georges Goven                    | Pierre Barthes Patrick Proisy   | František Pála Adriano Panatta François Jauffret Jean Loup Rouyer   |
| 19 aprile | Catania Open 1971 Catania, Italia 20 000 $ - Terra rossa – S64/D16 Group C Singolare - Doppio                          | Pierre Barthes François Jauffret 6-4, 3-6, 6-3 | Jan Kodeš Jan Kukal              | Pierre Barthes Patrick Proisy   | František Pála Adriano Panatta François Jauffret Jean Loup Rouyer   |
| 26 aprile | ATP Parigi 1971 Parigi, Francia 25 000 $ - Terra rossa – S32/D16 Group C Singolare - Doppio                            | Stan Smith 6-2 6-4 7-5                         | François Jauffret                | Michel Leclercq Pierre Barthes  | Barry Phillips-Moore Patrice Dominguez Raymond Moore Patrick Proisy |
| 26 aprile | ATP Parigi 1971 Parigi, Francia 25 000 $ - Terra rossa – S32/D16 Group C Singolare - Doppio                            | Tom Gorman Stan Smith 3-6, 7-5, 6-2            | Pierre Barthes François Jauffret | Michel Leclercq Pierre Barthes  | Barry Phillips-Moore Patrice Dominguez Raymond Moore Patrick Proisy |

### Maggio
| Settimana | Torneo | Vincitore                                                 | Finalista                     | Semifinalisti                     | Eliminati ai quarti                                          |
| --------- | --- | --------------------------------------------------------- | ----------------------------- | --------------------------------- | ------------------------------------------------------------ |
| 17 maggio | ATP German Open 1971 Amburgo, Germania dell'Ovest Terra rossa – 25 000 $ - S32/D16 Group B Singolare - Doppio             | Andrés Gimeno 6-3 6-2 6-2                                 | Peter Szoke                   | Vladimír Zedník Jan Kodeš         | Manuel Orantes Christian Kuhnke István Gulyás John Alexander |
| 17 maggio | ATP German Open 1971 Amburgo, Germania dell'Ovest Terra rossa – 25 000 $ - S32/D16 Group B Singolare - Doppio             | John Alexander Andrés Gimeno 6-4, 7-5, 7-9, 6-4           | Dick Crealy Allan Stone       | Vladimír Zedník Jan Kodeš         | Manuel Orantes Christian Kuhnke István Gulyás John Alexander |
| 17 maggio | British Hard Court Championships 1971 Bournemouth, Gran Bretagna 36,000 - Terra rossa– S32/D16 Group B Singolare - Doppio | Gerald Battrick 6-3 6-2 5-7 6-0                           | Željko Franulović             | Jaime Fillol Mark Cox             | Frank Sedgman Pierre Barthes Roger Taylor Bob Maud           |
| 17 maggio | British Hard Court Championships 1971 Bournemouth, Gran Bretagna 36,000 - Terra rossa– S32/D16 Group B Singolare - Doppio | William Bowrey Owen Davidson 8–6, 6–2, 3–6, 4–6, 6–3      | Patricio Cornejo Jaime Fillol | Jaime Fillol Mark Cox             | Frank Sedgman Pierre Barthes Roger Taylor Bob Maud           |
| 17 maggio | Brussels Outdoor 1971 Bruxelles, Belgio 13 000 $- Terra rossa – S32/D16 Group B Singolare - Doppio                        | Cliff Drysdale 6-0 6-1 7-5                                | Ilie Năstase                  | Boro Jovanović Ismail El Shafei   | Bob Carmichael Cliff Richey Stan Smith Ion Țiriac            |
| 17 maggio | Brussels Outdoor 1971 Bruxelles, Belgio 13 000 $- Terra rossa – S32/D16 Group B Singolare - Doppio                        | Doppio non terminato                                      |                               | Boro Jovanović Ismail El Shafei   | Bob Carmichael Cliff Richey Stan Smith Ion Țiriac            |
| 24 maggio | Open di Francia 1971 Parigi, Francia Terra rossa - S128/D128/X64 Group A Singolare - Doppio - Doppio misto                | Jan Kodeš 8–6, 6–2, 2–6, 7–5                              | Ilie Năstase                  | Frank Froehling Željko Franulović | Arthur Ashe Stan Smith István Gulyás Patrick Proisy          |
| 24 maggio | Open di Francia 1971 Parigi, Francia Terra rossa - S128/D128/X64 Group A Singolare - Doppio - Doppio misto                | Arthur Ashe Marty Riessen 6–8, 4–6, 6–3, 6–4, 11–9        | Tom Gorman Stan Smith         | Frank Froehling Željko Franulović | Arthur Ashe Stan Smith István Gulyás Patrick Proisy          |
| 24 maggio | Open di Francia 1971 Parigi, Francia Terra rossa - S128/D128/X64 Group A Singolare - Doppio - Doppio misto                | Doppio misto: Françoise Dürr Jean-Claude Barclay 6–2, 6–4 | Winnie Shaw Toomas Leius      | Frank Froehling Željko Franulović | Arthur Ashe Stan Smith István Gulyás Patrick Proisy          |

### Giugno
| Settimana | Torneo | Vincitore                                                    | Finalista                     | Semifinalisti            | Eliminati ai quarti                            |
| --------- | --- | ------------------------------------------------------------ | ----------------------------- | ------------------------ | ---------------------------------------------- |
| 14 giugno | Queen's Club Championships 1971 Londra, Gran Bretagna 7 500 $ - Parquet indoor– S64/D32 Group D Singolare - Doppio | Stan Smith 8-6 6-3                                           | John Newcombe                 | Owen Davidson Tom Gorman | Ross Case Roy Emerson Marty Riessen Rod Laver  |
| 14 giugno | Queen's Club Championships 1971 Londra, Gran Bretagna 7 500 $ - Parquet indoor– S64/D32 Group D Singolare - Doppio | Tom Okker Marty Riessen 8–6, 4–6, 15–13                      | Stan Smith Erik Van Dillen    | Owen Davidson Tom Gorman | Ross Case Roy Emerson Marty Riessen Rod Laver  |
| 21 giugno | Torneo di Wimbledon 1971 Wimbledon, Gran Bretagna 90 696 $ - Erba Group A Singolare - Doppio - Misto               | John Newcombe 6–3, 5–7, 2–6, 6–4, 6–4                        | Stan Smith                    | Tom Gorman Ken Rosewall  | Rod Laver Onny Parun Cliff Richey Colin Dibley |
| 21 giugno | Torneo di Wimbledon 1971 Wimbledon, Gran Bretagna 90 696 $ - Erba Group A Singolare - Doppio - Misto               | Roy Emerson Rod Laver 4–6, 9–7, 6–8, 6–4, 6–4                | Arthur Ashe Dennis Ralston    | Tom Gorman Ken Rosewall  | Rod Laver Onny Parun Cliff Richey Colin Dibley |
| 21 giugno | Torneo di Wimbledon 1971 Wimbledon, Gran Bretagna 90 696 $ - Erba Group A Singolare - Doppio - Misto               | Doppio misto: Billie Jean King Owen Davidson 3–6, 6–2, 15–13 | Margaret Court Marty Riessen, | Tom Gorman Ken Rosewall  | Rod Laver Onny Parun Cliff Richey Colin Dibley |

### Luglio
| Settimana | Torneo | Vincitore                                                 | Finalista                        | Semifinalisti                           | Eliminati ai quarti                                          |
| --------- | --- | --------------------------------------------------------- | -------------------------------- | --------------------------------------- | ------------------------------------------------------------ |
| 5 luglio  | Swiss Open Gstaad 1971 Gstaad, Svizzera 25 000 $ - Terra rossa – S32/D32 Group B Singolare - Doppio                        | John Newcombe 6-2, 5-7, 1-6, 7-5, 6-3                     | Tom Okker                        | Roy Emerson Ismail El Shafei            | Phil Dent Bob Maud Niki Pilic Jeff Borowiak                  |
| 5 luglio  | Swiss Open Gstaad 1971 Gstaad, Svizzera 25 000 $ - Terra rossa – S32/D32 Group B Singolare - Doppio                        | John Alexander Phil Dent 5-7, 6-3, 6-4                    | John Newcombe Tom Okker          | Roy Emerson Ismail El Shafei            | Phil Dent Bob Maud Niki Pilic Jeff Borowiak                  |
| 5 luglio  | Swedish Open 1971 Båstad, Svezia 25 000 $ - Terra rossa – S32/D32 Group B Singolare - Doppio                               | Ilie Năstase 6–7, 6–2, 6–1, 6–4                           | Jan Leschley                     | Ray Ruffels Manuel Santana              | Patrick Proisy Per Jemsby Pierre Barthes Stan Smith          |
| 5 luglio  | Swedish Open 1971 Båstad, Svezia 25 000 $ - Terra rossa – S32/D32 Group B Singolare - Doppio                               | Ilie Năstase Ion Țiriac 7-6, 6-1                          | Jaime Pinto-Bravo Butch Seewagen | Ray Ruffels Manuel Santana              | Patrick Proisy Per Jemsby Pierre Barthes Stan Smith          |
| 5 luglio  | Welsh Open 1971 Newport, Gran Bretagna 13 000 $ - Erba – S32/D16 Group C Singolare - Doppio                                | Ken Rosewall 6-1 9-8                                      | Roger Taylor                     | Gerald Battrick Jean-Baptiste Chanfreau | Onny Parun Wanaro N'Godrella Stephen Warboys Andrew Pattison |
| 5 luglio  | Welsh Open 1971 Newport, Gran Bretagna 13 000 $ - Erba – S32/D16 Group C Singolare - Doppio                                | Ken Rosewall Roger Taylor 7-5, 3-6, 6-2                   | John Clifton John Paish          | Gerald Battrick Jean-Baptiste Chanfreau | Onny Parun Wanaro N'Godrella Stephen Warboys Andrew Pattison |
| 12 luglio | Washington Open 1971 Washington, USA 50 000 $ - Terra rossa Singolare - Doppio                                             | Ken Rosewall 6-2 7-5 6-1                                  | Marty Riessen                    | Stan Smith John Newcombe                | Dennis Ralston Cliff Drysdale Andrés Gimeno Ismail El Shafei |
| 12 luglio | Washington Open 1971 Washington, USA 50 000 $ - Terra rossa Singolare - Doppio                                             | Tom Okker Marty Riessen 7-6, 6-2                          | Bob Carmichael Ray Ruffels       | Stan Smith John Newcombe                | Dennis Ralston Cliff Drysdale Andrés Gimeno Ismail El Shafei |
| 19 luglio | Tanglewood International Tennis Classic 1971 Clemmons, Stati Uniti 25 000 $ - Cemento – S64/D16 Group C Singolare - Doppio | Jaime Fillol 4-6 6-4 7-6                                  | Željko Franulović                | Cliff Richey Michael Belkin             | Pierre Barthes Harold Solomon Erik Van Dillen Jimmy Connors  |
| 19 luglio | Tanglewood International Tennis Classic 1971 Clemmons, Stati Uniti 25 000 $ - Cemento – S64/D16 Group C Singolare - Doppio | Jim McManus Jim Osborne 6-2 6-4                           | Jeff Austin Jimmy Connors        | Cliff Richey Michael Belkin             | Pierre Barthes Harold Solomon Erik Van Dillen Jimmy Connors  |
| 26 luglio | Columbus Open 1971 Columbus, Stati Uniti 20 000 $ - Cemento – S32/D16 Group D Singolare - Doppio                           | Tom Gorman 6–7, 7–6, 4–6, 7–6, 6–3                        | Jimmy Connors                    | Erik Van Dillen Raymond Moore           | Željko Franulović Haroon Rahim Jim Osborne Georges Goven     |
| 26 luglio | Columbus Open 1971 Columbus, Stati Uniti 20 000 $ - Cemento – S32/D16 Group D Singolare - Doppio                           | Jim McManus Jim Osborne 6–7, 6–4, 6–2                     | Jimmy Connors Roscoe Tanner      | Erik Van Dillen Raymond Moore           | Željko Franulović Haroon Rahim Jim Osborne Georges Goven     |
| 26 luglio | Dutch Open 1971 Hilversum, Paesi Bassi 3 500$ - Terra rossa Singolare - Doppio                                             | Gerald Battrick 6-3, 6-4, 9-7                             | Ross Case                        | Ian Fletcher Jun Kamiwazumi             | Colin Dibley Daniel Contet Jun Kuki Jean-Claude Barclay      |
| 26 luglio | Dutch Open 1971 Hilversum, Paesi Bassi 3 500$ - Terra rossa Singolare - Doppio                                             | Jean-Claude Barclay Daniel Contet 7–5, 3–6, 7–5, 4–6, 6–2 | John Cooper Colin Dibley         | Ian Fletcher Jun Kamiwazumi             | Colin Dibley Daniel Contet Jun Kuki Jean-Claude Barclay      |

### Agosto
| Settimana | Torneo | Vincitore                                             | Finalista                        | Semifinalisti                   | Eliminati ai quarti                                         |
| --------- | --- | ----------------------------------------------------- | -------------------------------- | ------------------------------- | ----------------------------------------------------------- |
| 2 agosto  | Senigallia Open 1971 Senigallia, Italia 10 000 $ - Terra rossa Group D Singolare - Doppio                                       | Adriano Panatta 6-3, 7-5, 6-1                         | Martin Mulligan                  | František Pála Paolo Bertolucci | Atet Wijono Sergio Palmieri Ezio Di Matteo Giordano Maioli  |
| 2 agosto  | Senigallia Open 1971 Senigallia, Italia 10 000 $ - Terra rossa Group D Singolare - Doppio                                       | Gondo Widjojo Atet Wijono 6-7, 7-5, 6-3               | Ezio Di Matteo Antonio Zugarelli | František Pála Paolo Bertolucci | Atet Wijono Sergio Palmieri Ezio Di Matteo Giordano Maioli  |
| 2 agosto  | Cincinnati Open 1971 Cincinnati, Stati Uniti 22 500 $ - Terra rossa – S64/D32 Group C Singolare - Doppio                        | Stan Smith 7-6 6-3                                    | Juan Gisbert                     | Erik Van Dillen Patrick Proisy  | Harold Solomon Tom Gorman Jaime Fillol Georges Goven        |
| 2 agosto  | Cincinnati Open 1971 Cincinnati, Stati Uniti 22 500 $ - Terra rossa – S64/D32 Group C Singolare - Doppio                        | Stan Smith Erik Van Dillen 6-4, 6-4                   | Sandy Mayer Roscoe Tanner        | Erik Van Dillen Patrick Proisy  | Harold Solomon Tom Gorman Jaime Fillol Georges Goven        |
| 9 agosto  | U.S. Men's Clay Court Championships 1971 Indianapolis, Indiana, USA 40 000 $ - Terra rossa – S64/D32 Group B Singolare - Doppio | Željko Franulović 6-3, 6-4, 0-6, 6-3                  | Cliff Richey                     | Jaime Fillol Clark Graebner     | Eddie Dibbs Pierre Barthes Roscoe Tanner Patricio Cornejo   |
| 9 agosto  | U.S. Men's Clay Court Championships 1971 Indianapolis, Indiana, USA 40 000 $ - Terra rossa – S64/D32 Group B Singolare - Doppio | Željko Franulović Jan Kodeš 7-6, 5-7, 6-3             | Clark Graebner Erik Van Dillen   | Jaime Fillol Clark Graebner     | Eddie Dibbs Pierre Barthes Roscoe Tanner Patricio Cornejo   |
| 16 agosto | Pennsylvania Lawn Tennis Championship 1971 Merion, Stati Uniti 10 000 $ - Erba – S64/D32 Group D Singolare - Doppio             | Clark Graebner 6–2, 6–4, 6–7, 7–5                     | Dick Stockton                    | Frank Froehling Colin Dibley    | Roscoe Tanner Jan Leschly Milan Holeček Herb Fitzgibbon     |
| 16 agosto | Pennsylvania Lawn Tennis Championship 1971 Merion, Stati Uniti 10 000 $ - Erba – S64/D32 Group D Singolare - Doppio             | Clark Graebner Jim Osborne 7–6, 6–3                   | Robert McKinley Dick Stockton    | Frank Froehling Colin Dibley    | Roscoe Tanner Jan Leschly Milan Holeček Herb Fitzgibbon     |
| 23 agosto | South Orange Open 1971 South Orange, Stati Uniti 15 000 $ - Erba – S64/D32 Group C Singolare - Doppio                           | Clark Graebner 6-3 6-4 6-4                            | Pierre Barthes                   | Marty Riessen Onny Parun        | Roscoe Tanner Alex Olmedo Jimmy Connors Patrick Proisy      |
| 23 agosto | South Orange Open 1971 South Orange, Stati Uniti 15 000 $ - Erba – S64/D32 Group C Singolare - Doppio                           | Bob Carmichael Tom Leonard 7–6, 6–7, 6–4              | Clark Graebner Erik Van Dillen   | Marty Riessen Onny Parun        | Roscoe Tanner Alex Olmedo Jimmy Connors Patrick Proisy      |
| 29 agosto | US Open 1971 New York, Stati Uniti 88 300 $ - Erba Group A Singolare - Doppio - Doppio misto                                    | Stan Smith 3–6, 6–3, 6–2, 7–6                         | Jan Kodeš                        | Arthur Ashe Tom Okker           | Frank Froehling Manuel Orantes Clark Graebner Marty Riessen |
| 29 agosto | US Open 1971 New York, Stati Uniti 88 300 $ - Erba Group A Singolare - Doppio - Doppio misto                                    | John Newcombe Roger Taylor 6–7, 6–3, 7–6, 4–6, 7–6    | Stan Smith Erik Van Dillen       | Arthur Ashe Tom Okker           | Frank Froehling Manuel Orantes Clark Graebner Marty Riessen |
| 29 agosto | US Open 1971 New York, Stati Uniti 88 300 $ - Erba Group A Singolare - Doppio - Doppio misto                                    | Doppio misto: Billie Jean King Owen Davidson 6–3, 7–5 | Betty Stöve Robert Maud          | Arthur Ashe Tom Okker           | Frank Froehling Manuel Orantes Clark Graebner Marty Riessen |

### Settembre
| Settimana    | Torneo | Vincitore                         | Finalista                      | Semifinalisti               | Eliminati ai quarti                                  |
| ------------ | --- | --------------------------------- | ------------------------------ | --------------------------- | ---------------------------------------------------- |
| 13 settembre | Sacramento Classic 1971 Sacramento, Stati Uniti 28 000 $ - Cemento – S64/D32 Group C Singolare - Doppio                           | Bob Lutz 3-6 6-4 6-3              | Alex Olmedo                    | Pierre Barthes Roger Taylor | Georges Goven Frank Froehling Cliff Richey Jan Kodeš |
| 13 settembre | Sacramento Classic 1971 Sacramento, Stati Uniti 28 000 $ - Cemento – S64/D32 Group C Singolare - Doppio                           | Jim McManus Jim Osborne 7-6, 6-3  | Robert Maud Frew McMillan      | Pierre Barthes Roger Taylor | Georges Goven Frank Froehling Cliff Richey Jan Kodeš |
| 20 settembre | Pacific Southwest Championships 1971 Los Angeles, California, Stati Uniti 50 000 $ - Cemento – S64/D32 Group B Singolare - Doppio | Pancho Gonzales 3-6 6-3 6-3       | Jimmy Connors                  | Stan Smith Cliff Richey     | Bob Lutz Bob Carmichael John Alexander Roscoe Tanner |
| 20 settembre | Pacific Southwest Championships 1971 Los Angeles, California, Stati Uniti 50 000 $ - Cemento – S64/D32 Group B Singolare - Doppio | John Alexander Phil Dent 7-6, 6-4 | Frank Froehling Clark Graebner | Stan Smith Cliff Richey     | Bob Lutz Bob Carmichael John Alexander Roscoe Tanner |
| 27 settembre | Pacific Coast Championships 1971 Berkeley, Stati Uniti 50 000 $ - Cemento – S64/D32 Group B Singolare - Doppio                    | Rod Laver 6-4 6-4 7-6             | Ken Rosewall                   | Tom Okker Arthur Ashe       | Bob Lutz Cliff Richey Marty Riessen Cliff Drysdale   |
| 27 settembre | Pacific Coast Championships 1971 Berkeley, Stati Uniti 50 000 $ - Cemento – S64/D32 Group B Singolare - Doppio                    | Roy Emerson Rod Laver 6-3, 6-3    | Ken Rosewall Fred Stolle       | Tom Okker Arthur Ashe       | Bob Lutz Cliff Richey Marty Riessen Cliff Drysdale   |

### Ottobre
| Settimana  | Torneo | Vincitore                            | Finalista                 | Semifinalisti         | Eliminati ai quarti                                    |
| ---------- | --- | ------------------------------------ | ------------------------- | --------------------- | ------------------------------------------------------ |
| 25 ottobre | Wembley Championship 1971 Wembley, Gran Bretagna 35 000 $ - Sintetico indoor – S32/D16 Group B Singolare - Doppio | Ilie Năstase 3-6, 6-3, 3-6, 6-4, 6-4 | Rod Laver                 | Tom Gorman Bob Hewitt | John Newcombe Frew McMillan Ray Ruffels Cliff Drysdale |
| 25 ottobre | Wembley Championship 1971 Wembley, Gran Bretagna 35 000 $ - Sintetico indoor – S32/D16 Group B Singolare - Doppio | Bob Hewitt Frew McMillan 7-5 9-7 6-2 | Bill Bowrey Owen Davinson | Tom Gorman Bob Hewitt | John Newcombe Frew McMillan Ray Ruffels Cliff Drysdale |

### Novembre
| Settimana   | Torneo                                                                                                   | Vincitore                              | Finalista                     | Semifinalisti          | Eliminati ai quarti                                       |
| ----------- | --- | -------------------------------------- | ----------------------------- | ---------------------- | --------------------------------------------------------- |
| 22 novembre | ATP Buenos Aires 1971 Buenos Aires, Argentina 35 000 $ -Terra rossa – S32/D16 Group B Singolare - Doppio | Željko Franulović 6-3 7-6 6-1          | Ilie Năstase                  | Jan Leschly Stan Smith | István Gulyás Cliff Richey Frank Froehling Roberto Aubone |
| 22 novembre | ATP Buenos Aires 1971 Buenos Aires, Argentina 35 000 $ -Terra rossa – S32/D16 Group B Singolare - Doppio | Željko Franulović Ilie Năstase 6-4 6-4 | Patricio Cornejo Jaime Fillol | Jan Leschly Stan Smith | István Gulyás Cliff Richey Frank Froehling Roberto Aubone |

### Dicembre
| Settimana  | Torneo                                                                             | Vincitore    | Finalista | Semifinalisti                                                                                  | Eliminati ai quarti |
| ---------- | ---------------------------------------------------------------------------------- | ------------ | --------- | ---------------------------------------------------------------------------------------------- | ------------------- |
| 4 dicembre | Pepsi-Cola Masters 1971 Parigi, Francia Sintetico indoor – 48 000 $ – S7 Singolare | Ilie Năstase |           | Round Robin: Pierre Barthes Željko Franulović Clark Graebner Jan Kodeš Cliff Richey Stan Smith |                     |